# Malle Babbe

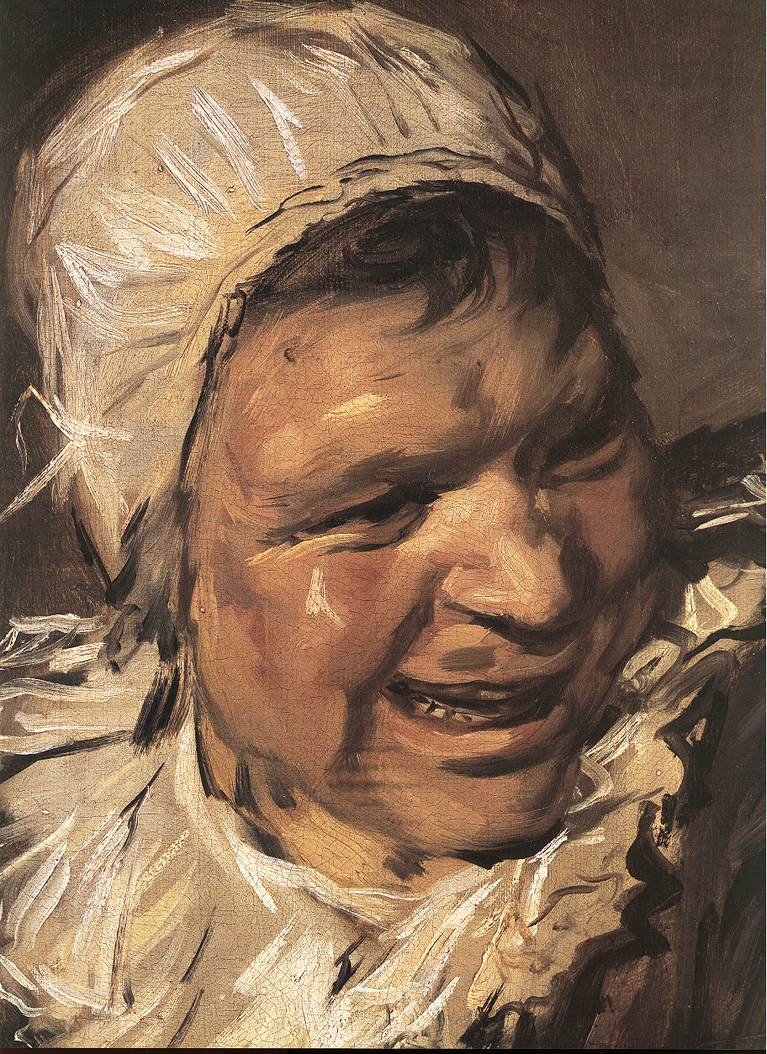
Malle Babbe (detal)

Malle Babbe (Hille Babbe, Portret starej czarownicy z Haarlemu) – obraz olejny pędzla holenderskiego malarza Fransa Halsa, przechowywany w Gemäldegalerie w Berlinie.

## Opis
Data namalowania obrazu nie jest pewna, historycy sztuki datują go na różne lata w okresie 1628–1646. Tytuł obrazu nie pochodzi od Halsa, lecz z XVIII-wiecznej inskrypcji znajdującej się na starej ramie płótna. Prawdopodobnie napis w oryginale brzmiał Maile Babbe van Haerlem... Fr[a]ns Hals. W 1869 Gustave Courbet wykonał kopię obrazu Halsa (obecnie w zbiorach Kunsthalle w Hamburgu) i co najmniej od tego czasu dzieło to uznawane jest za mistrzowski przykład swobodnego stylu malarskiego Halsa oraz jego umiejętności w oddaniu ruchu i emocji.
Personalia kobiety przedstawionej na obrazie nie są znane. Prawdopodobnie Malle Babbe to pseudonim kobiety, choć przez wiele stuleci wysuwano różne hipotezy. W archiwach miasta Haarlemu znaleziono kobietę o podobnym nazwisku, która została uwięziona za pijaństwo; szukano też nawiązań do haarlemskich legend. Słowo „maile” w języku niderlandzkim może oznaczać osobę szaloną, a „babbe” – kumoszkę lub matkę chrzestną. W takim tłumaczeniu tytuł obrazu powinien brzmieć Szalona kumoszka z Haarlemu.
Za taką interpretacją tytułu może też przemawiać sowa, która ma wiele znaczeń symbolicznych (czasami sprzecznych ze sobą) i występuje w wielu przysłowiach. W starożytności, podobnie jak i dziś, obrazowała mądrość, była atrybutem Ateny i Minerwy. W średniowieczu i późniejszych wiekach stała się symbolem głupoty, szaleństwa czy alkoholizmu, co dobrze widać na przykładach niderlandzkich przysłów: „Elk meent zijn nil een valk te zijn” („Każdy bierze swoją sowę za sokoła”), co oznacza, iż każdy swą głupotę uważa za mądrość albo „Hij is zoo beschonken als een uil” („Jest pijany jak sowa”). Ponadto sowa – jako ptak nocny – odnosiła się do sił nieczystych.
Wielu krytyków uważa, iż jest to portret o charakterze sceny rodzajowej. Artysta bardzo często w swej twórczości zacierał granice pomiędzy portretem a scenami z życia, do których pozowali mu przedstawiciele gminu. Swoją twórczością zdawał się potwierdzać popularną wówczas maksymę haarlemskiego poety Gerbranda Bredero: „Mistrzami malarstwa są ci, co najbliżej zbliżają się do życia”.
Dzieło zostało namalowane w oszczędnej gamie barw, wyraźnymi pociągnięciami pędzla. Jego kompozycja jest prosta, diagonalna – przekątna przechodzi przez kufel, sowę i twarz kobiety.